# وفيات الأطفال
وفيات الأطفال هي عبارة عن الوفيات التي تحدث للأطفال قبل بلوغهم سن الخامسة، ووفيات الرضع تحدث عندما يموت طفل بعد الولادة، معظم الإحصاءات الوطنية تميل إلى تجميع معدلات وفيات الاثنين معا. عشرة ملايين رضيع وطفل يموتون كل عام قبل بلوغهم سن الخامسة. تسعة وتسعين في المئة من هذه الوفيات الرضع والأطفال تحدث في الدول النامية.

معدل وفيات الأطفال في العالم في العام 2008

السبب الأكثر شيوعا في مختلف أنحاء العالم لهذه الوفيات هو الجفاف والإسهال وأمراض يمكن الوقاية منها، ولكن بعد تطبيق مجموعة متنوعة من البرامج لمكافحة هذه المشكلة انخفضت نسبة الأطفال الذين يموتون من الجفاف.

## العوامل
عوامل كثيرة تساهم في وفيات الرضع مثل:
- مستوى تعليم الأم.
- الظروف البيئية.
- البنية التحتية السياسية والطبية.

## الحلول
يمكن تحسين الصرف الصحي، وزيادة فرص الحصول على مياه الشرب النظيفة، وتوفير التحصين ضد الأمراض المعدية، وغيرها من التحسينات بين الصحة العامة للمساعدة في حل المعدلات المرتفعة لوفيات الرضع. قام المعهد الوطني لصحة الطفل والتنمية البشرية بأخذ خطوات كبيرة في خفض معدل وفيات الرضع. وفقا لموقعهم على الإنترنت، منذ إنشاء هذا المعهد انخفضت معدلات وفيات الرضع الوطنية 70 في المئة ويرجع ذلك جزئيا إلى المساهمة بأبحاثهم في تحسين هذه المعدلات.

## وصلات خارجية
- The State of the World's Children 2008: Child Survival
- Children at Risk from the Dean Peter Krogh Foreign Affairs Digital Archives